# Pireas (stacja metra)
Pireas – stacja początkowa metra ateńskiego na linii 1. Stacja znajduje się w Pireusie. Następnym przystankiem jest Faliro.